# Liparis kiriromensis
Liparis kiriromensis là một loài thực vật có hoa trong họ Lan. Loài này được Tixier mô tả khoa học đầu tiên năm 1968.